# Корбелия
Корбелия (порт. Corbélia) — город и муниципалитет в Бразилии, входит в штат Парана. Составная часть мезорегиона Запад штата Парана. Входит в экономико-статистический микрорегион Каскавел. Население составляет 15 445 человек на 2006 год. Занимает площадь 529,385 км². Плотность населения — 29,2 чел./км².

## История
Город основан в 1961 году.

## Статистика
- Валовой внутренний продукт на 2003 год составляет 189 784 118,00 реалов (данные: Бразильский институт географии и статистики).
- Валовой внутренний продукт на душу населения на 2003 год составляет 12 158,63 реалов (данные: Бразильский институт географии и статистики).
- Индекс развития человеческого потенциала на 2000 год составляет 0,767 (данные: Программа развития ООН).

## География
Климат местности: субтропический. В соответствии с классификацией Кёппена, климат относится к категории Cfa.